# Zac Claus
Zachary Arthur Claus (Lincoln, Nebraska, 1974. november –) amerikai kosárlabdázó és kosárlabdaedző, 2023-tól a Western Colorado Mountaineers vezetőedzője.

## Pályafutása

### Játékosként
A Creighton Bluejaysnél és az Eastern Washington Eaglesnél kosárlabdázott; emellett egy évig a Nebraska Cornhuskers tagja volt, de nem lépett pályára.

### Edzőként
1998–1999-ben a Nebraskai Wesleyan Egyetem utánpótlásedzője, majd az Austin Főiskola, a Portland State Vikings, illetve a Sacramento State Hornets helyettese volt. 2005 és 2015 között a Nevada Wolf Pack munkatársa volt; kirúgását követően az Idaho Vandalsnál Don Verlin helyettese lett. Miután az NCAA szabályainak megsértése miatt Verlint kirúgták, 2019 júniusában Claust ideiglenes, 2020-ban pedig állandó vezetőedzővé nevezték ki.
2023. február 27-én eredményei miatt kirúgták, ezután a Western Colorado Mountaineers munkatársa lett.

## Eredményei vezetőedzőként
| Szezon                             | Eredmény                           | Eredmény                           | Helyezés                           |
| Szezon                             | Összesen                           | Konferencia                        | Helyezés                           |
| Idaho Vandals (Big Sky Conference) | Idaho Vandals (Big Sky Conference) | Idaho Vandals (Big Sky Conference) | Idaho Vandals (Big Sky Conference) |
| ---------------------------------- | ---------------------------------- | ---------------------------------- | ---------------------------------- |
| 2019–20                            | 8–24                               | 4–16                               | 11.                                |
| 2020–21                            | 1–21                               | 1–17                               | 11.                                |
| 2021–22                            | 9–22                               | 6–14                               | T–8.                               |
| 2022–23                            | 10–21                              | 4–14                               | 10.                                |
| Összesen:                          | 28–88 (.241)                       | 15–61 (.197)                       | –                                  |

## Fordítás
- Ez a szócikk részben vagy egészben  a   Zac Claus című angol Wikipédia-szócikk ezen változatának fordításán alapul.  Az eredeti cikk szerkesztőit annak laptörténete sorolja fel. Ez a jelzés csupán a megfogalmazás eredetét és a szerzői jogokat jelzi, nem szolgál a cikkben szereplő információk forrásmegjelöléseként.